# Клермонский собор (588)
Клермонский собор — поместный собор, проведённый в 588 году.
Как отметил В. В. Соловников, на галльских синодах помимо решения прочих вопросов рассматривались споры внутри епископата. Клермонский собор, проведённый в 588 году, был созван буржским епископом Сульпицием и его викариями в целях разрешения разбирательства между родезским и каорским епископами по поводу принадлежности нескольких приходов. По замечанию Солодовникова, конфликты, связанные с обладанием богатыми приходами, носили в то время типичный характер .